# Герб Докшиц
Герб Докшиц (бел. Герб Докшыц) — официальный геральдический символ города Докшицы Витебской области Белоруссии.

## История

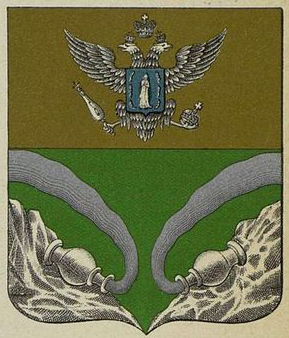
Герб Докшиц периода Российской империи

Исторический герб Докшиц появился после вхождения города в состав Российской империи в результате второго раздела Речи Посполитой. Утверждённый 22 января 1796 года герб имел следующее описание и толкование: «В верхней части щита герб Минский. В нижней, в зелёном поле, внизу щита по углам, видны два натурального цвета холма, соответственно местоположению сего округа, отличающемуся возвышенностями своими, с сих холмов из сосудов изливаются два источника, серебром означенные и составляют реки, простирающиеся в сторону щита, означая, что около сих мест получили начало две знаменитые в тамошнем крае реки Вилия и Березина, которые способствуют торговле к берегам Чёрного и Балтийского моря».
Современный герб Докшиц учреждён Указом Президента Республики Беларусь от 20 января 2006 года № 36.

## Описание
Герб города Докшицы представляет собой изображение в зелёном поле французского щита двух чёрных холмов, на которых размещены золотые сосуды, изливающие два серебристых источника, направленные в разные стороны к верхней части щита.

## Использование
Герб города Докшицы является собственностью Докшицкого района, правом распоряжения которой обладает Докшицкий районный исполнительный комитет.
Изображение герба города Докшицы размещается на зданиях, в которых расположены органы местного управления и самоуправления города Докшицы и Докшицкого района, а также в помещениях заседаний этих органов и в служебных кабинетах их руководителей. Изображение герба города Докшицы может размещаться в тех местах города Докшицы и Докшицкого района, где в соответствии с белорусским законодательством предусматривается размещение изображения Государственного герба Республики Беларусь.
Изображение герба города Докшицы может использоваться также во время государственных праздников и праздничных дней, торжественных мероприятий, проводимых государственными органами и иными организациями, народных, трудовых, семейных праздников и мероприятий, приуроченных к памятным датам.
Право на использование изображения герба города Докшицы в иных случаях может быть предоставлено по решению Докшицкого районного исполнительного комитета.